# Marathon de Chicago 2009
Navigation
Édition précédente Édition suivante
Le Marathon de Chicago de 2009 est la 32e édition du Marathon de Chicago, aux États-Unis, qui a eu lieu le dimanche 11 octobre 2009. C'est le quatrième des World Marathon Majors à avoir lieu en 2009 après le Marathon de Boston, le Marathon de Londres et le Marathon de Berlin. Le Kényan Samuel Wanjiru remporte la course masculine avec un temps de 2 h 5 min 41 s. La Russe Liliya Shobukhova s'impose chez les femmes en 2 h 25 min 56 s.

## Résultats

### Hommes
| Rang | Athlète                | Nationalité | Temps           |
| ---- | ---------------------- | ----------- | --------------- |
|      | Samuel Wanjiru         | Kenya       | 2 h 05 min 41 s |
|      | Abderrahim Goumri      | Maroc       | 2 h 06 min 04 s |
|      | Vincent Kipruto        | Kenya       | 2 h 06 min 08 s |
| 4    | Charles Munyeki        | Kenya       | 2 h 07 min 06 s |
| 5    | Richard Limo           | Kenya       | 2 h 08 min 43 s |
| 6    | Wesley Korir           | Kenya       | 2 h 10 min 38 s |
| 7    | Isaac Macharia Wanjohi | Kenya       | 2 h 11 min 09 s |
| 8    | Sergio D. Reyes        | États-Unis  | 2 h 15 min 30 s |
| 9    | Tadese Tola            | Éthiopie    | 2 h 15 min 48 s |
| 10   | Patrick Rizzo          | États-Unis  | 2 h 15 min 48 s |

### Femmes
| Rang | Athlète           | Nationalité | Temps           |
| ---- | ----------------- | ----------- | --------------- |
|      | Liliya Shobukhova | Russie      | 2 h 25 min 56 s |
|      | Irina Mikitenko   | Allemagne   | 2 h 26 min 31 s |
|      | Lidiya Grigoryeva | Russie      | 2 h 26 min 47 s |
| 4    | Teyba Erkesso     | Éthiopie    | 2 h 26 min 56 s |
| 5    | Berhane Adere     | Éthiopie    | 2 h 28 min 38 s |
| 6    | Deena Kastor      | États-Unis  | 2 h 28 min 50 s |
| 7    | Mizuho Nasukawa   | Japon       | 2 h 29 min 22 s |
| 8    | Melissa White     | États-Unis  | 2 h 32 min 55 s |
| 9    | Tera Moody        | États-Unis  | 2 h 32 min 59 s |
| 10   | Adriana Pirtea    | Roumanie    | 2 h 34 min 07 s |

### Fauteuils roulants (hommes)
| Rang | Athlète | Nationalité | Temps |
| ---- | ------- | ----------- | ----- |
|      |         |             |       |
|      |         |             |       |
|      |         |             |       |

### Fauteuils roulants (femmes)
| Rang | Athlète | Nationalité | Temps |
| ---- | ------- | ----------- | ----- |
|      |         |             |       |
|      |         |             |       |
|      |         |             |       |